# Керимов, Тофик Алекпер оглы
Тофик Алекпер оглы Керимов (азерб. Tofiq Ələkbər oğlu Kərimov; 18 июня 1930, Агдаш — ?) — советский азербайджанский металлург, Герой Социалистического Труда (1966).

## Биография
Родился 18 июня 1930 года в городе Агдаш, Азербайджанская ССР.
С 1955 года оператор, с 1957 года старший оператор, с 1978 года старший мастер Азербайджанского трубопрокатного завода имени Ленина, город Сумгаит.
Указом Президиума Верховного Совета СССР от 22 марта 1966 года за выдающиеся заслуги, достигнутые в развитии чёрной металлургии, Керимову Тофику Алекпер оглы присвоено звание Героя Социалистического Труда с вручением ордена Ленина и золотой медали «Серп и Молот».
Активно участвовал в общественной жизни Азербайджана. Член КПСС с 1957 года.